# Fosfato di zinco
Il fosfato di zinco è un composto inorganico con formula Zn3(PO4)2. Questa polvere bianca è ampiamente utilizzata come rivestimento resistente alla corrosione su superfici metalliche sia come parte di un processo di corrosione galvanica o applicata come pigmento primer (vedi anche tetrossido di piombo, detto piombo rosso). Ha in gran parte sostituito i materiali tossici a base di piombo o cromo e nel 2006 era diventato l'inibitore di corrosione più comunemente usato. Il fosfato di zinco riveste meglio su una struttura cristallina rispetto al metallo nudo, quindi un agente di semina viene spesso utilizzato come pretrattamento. Un agente comune è il pirofosfato di sodio.

## Minerali
Le forme naturali del fosfato di zinco includono i minerali hopeite e parahopeite. Un minerale in qualche modo simile è il fosfato di zinco idrato naturale chiamato tarbuttite (Zn2(PO4)(OH)). Sono noti dalle zone di ossidazione dei giacimenti di minerale di zinco e si sono formati attraverso l'ossidazione della sfalerite dalla presenza di soluzioni ricche di fosfato. La forma anidra non è stata ancora trovata in natura.

## Utilizzo
In odontoiatria il cemento dentale al fosfato di zinco è uno dei cementi dentali più antichi e ampiamente utilizzati. È comunemente usato per cementare restauri permanenti in metallo e ossido di zirconio e come base per restauri dentali. Il cemento al fosfato di zinco viene utilizzato per la cementazione di intarsi, corone, ponti e apparecchi ortodontici e occasionalmente come restauro provvisorio.
Viene preparato miscelando polveri di ossido di zinco e di ossido di magnesio con un liquido costituito principalmente da acido fosforico, acqua e tamponi. È ancora comunemente usato, tuttavia i cementi vetroionomerici modificati con resina sono più convenienti e più resistenti se utilizzati in ambito odontoiatrico.